# Love, Lust, Faith and Dreams Tour
Tournées par Thirty Seconds to Mars
Closer to the Edge Tour
(2011) Love Lust Tour
(2015)
Le Love, Lust, Faith and Dreams Tour (stylisé LOVE LUST FAITH + DREAMS Tour) est la septième tournée du groupe américain Thirty Seconds to Mars. Basée sur leur quatrième album studio Love, Lust, Faith and Dreams (2013), c'est une tournée internationale étalée sur 2 ans, et les cinq continents.
En août et septembre 2014, le groupe a fait une tournée en aparté, le Carnivores Tour, aux côtés de Linkin Park et AFI en Amérique du Nord.

## Premières parties
| Année | Mois      | Étape            | Artiste                                                                                     |
| ----- | --------- | ---------------- | ------------------------------------------------------------------------------------------- |
| 2013  | mai       | Amérique du Nord | -                                                                                           |
| 2013  | juin      | Europe           | Simonne Jones                                                                               |
| 2013  | juillet   | Europe           | Air Bag One,, Silverama (groupe bordelais), Superbus, Simonne Jones                         |
| 2013  | août      | Asie             |                                                                                             |
| 2013  | septembre | Amérique du Sud  | -                                                                                           |
| 2013  | septembre | Europe           | -                                                                                           |
| 2013  | septembre | Amérique du Nord | New Politics,                                                                               |
| 2013  | octobre   | Amérique du Nord | New Politics,, Panic! at the Disco                                                          |
| 2013  | octobre   | Europe           | You Me at Six,                                                                              |
| 2013  | novembre  | Europe           | You Me at Six,                                                                              |
| 2013  | novembre  | Amérique du Nord | Nightmare and the Cat (en)                                                                  |
| 2013  | décembre  | Amérique du Nord | Beware of Darkness, Atlas Genius, Twenty One Pilots, New Politics, Filter, Iamdynamite (en) |
| 2014  | janvier   | Amérique latine  | Nostalghia,                                                                                 |
| 2014  | février   | Europe           | Twin Atlantic,                                                                              |
| 2014  | mars      | Europe           | The Hearing (artiste finlandaise)                                                           |
| 2014  | mars      | Australie        | White Lies                                                                                  |
| 2014  | avril     | Asie             |                                                                                             |
| 2014  | mai       | -                | -                                                                                           |
| 2014  | juin      | Europe           | Dawid Podsiadło, Lake Malawi                                                                |
| 2014  | juillet   | Europe           | Bad Things, Marina Kaye                                                                     |
| 2014  | août      | Amérique du Nord | AFI (Carnivores Tour)                                                                       |
| 2014  | septembre | Amérique du Nord | AFI (Carnivores Tour), DJ Crykit                                                            |
| 2014  | octobre   | Amérique latine  | Theremyn_4 (es), DJ Kwak                                                                    |
| 2014  | octobre   | Amérique du Nord | -                                                                                           |
| 2014  | novembre  | Amérique du Nord | -                                                                                           |
| 2014  | novembre  | Afrique          | Beatenberg (en)                                                                             |

## Groupe
- Jared Leto : chant, guitare
- Shannon Leto : batterie
- Tomo Milicevic : guitare, clavier et chœurs
- Stevie Aiello : clavier, basse, chœurs

## Liste des morceaux
| Printemps 2013 | Été 2013 | Automne 2014 |
| --- | --- | --- |
| 1. Birth 2. Conquistador 3. Kings and Queens 4. This Is War 5. Night of the Hunter 6. Search and Destroy 7. Do or Die Partie acoustique : 1. From Yesterday 2. Northern Lights 3. Alibi 4. The Kill (Bury Me) Encore : 1. Closer to the Edge 2. Up in the Air | 1. Birth 2. Night of the Hunter 3. Search and Destroy 4. This Is War 5. Conquistador 6. Do or Die Depuis le Début 1. End of All Days 2. City of Angels Pyres of Varanasi Partie acoustique : 1. Hurricane 2. The Kill (Bury Me) 3. Alibi 4. Kings and Queens 5. Closer to the Edge Encore : 1. ''Up in the Air | Intro : Carmina Burana : O Fortuna 1. Up in the Air 2. Search and Destroy 3. This Is War 4. Conquistador 5. Kings and Queens 6. Do or Die 7. City of Angels 8. End of All Days 9. Convergence ou L490 pour certaines dates Partie acoustique : 1. Alibi 2. Attack 3. The Kill (Bury Me) Encore : 1. Bright Lights 2. Closer to the Edge |

L'ordre des chansons a changé à chaque partie de la tournée, mais ce sont toujours les mêmes titres qui ont été interprétés, à quelques exceptions près.

## Dates de la tournée
| Date                          | Ville                      | Pays                       | Lieu                                                 | Première partie / Festival                                                     |
| Étape 1 — Amérique du Nord    | Étape 1 — Amérique du Nord | Étape 1 — Amérique du Nord | Étape 1 — Amérique du Nord                           | Étape 1 — Amérique du Nord                                                     |
| ----------------------------- | -------------------------- | -------------------------- | ---------------------------------------------------- | ------------------------------------------------------------------------------ |
| 7 mai 2013[a],[b]             | Boston                     | États-Unis                 | Wilbur Theatre (en)                                  | -                                                                              |
| 8 mai 2013[a],[b]             | Washington D.C.            | États-Unis                 | Synagogue Historique Sixth & I                       | -                                                                              |
| 9 mai 2013[a],[b]             | Chicago                    | États-Unis                 | Chicago Cultural Center                              | -                                                                              |
| 13 mai 2013[a],[b]            | Philadelphie               | États-Unis                 | The Lew Klein Performance Hall à l'Université Temple | -                                                                              |
| 14 mai 2013[a],[b]            | New York                   | États-Unis                 | St. Peter's Episcopal Church (en)                    | -                                                                              |
| 18 mai 2013                   | Irvine                     | États-Unis                 | Verizon Wireless Amphitheatre (en)                   | KROQ Weenie Roast (en)                                                         |
| 19 mai 2013                   | Mountain View              | États-Unis                 | Shoreline Amphitheatre                               | Live 105 BFD                                                                   |
| 21 mai 2013[a],[b]            | Los Angeles                | États-Unis                 | First UU Church (en)                                 | -                                                                              |
| Étape 2 — Europe              |                            |                            |                                                      |                                                                                |
| 5 juin 2013                   | Varsovie                   | Pologne                    | Aéroport Bemowo                                      | Impact Fest                                                                    |
| 6 juin 2013                   | Berlin                     | Allemagne                  | Citadelle                                            | Simonne Jones                                                                  |
| 7 juin 2013                   | Nürburg                    | Allemagne                  | -                                                    | Rock am Ring                                                                   |
| 9 juin 2013                   | Nuremberg                  | Allemagne                  | Zeppelinfeld                                         | Rock im Park                                                                   |
| 12 juin 2013                  | Moscou                     | Russie                     | Aéroport Touchino                                    | Maxidrom (en)                                                                  |
| 14 juin 2013                  | Nickelsdorf                | Autriche                   | Pannonia Fields II                                   | Nova Rock Festival                                                             |
| 15 juin 2013                  | Landgraaf                  | Pays-Bas                   | Megaland                                             | Pinkpop                                                                        |
| 16 juin 2013                  | Castle Donington           | Royaume-Uni                | Donington Park                                       | Download Festival                                                              |
| 19 juin 2013                  | Stockholm                  | Suède                      | Gröna Lund                                           | -                                                                              |
| 21 juin 2013                  | Copenhague                 | Danemark                   | Jardins de Tivoli                                    |                                                                                |
| 23 juin 2013                  | Oslo                       | Norvège                    | Sentrum                                              |                                                                                |
| 28 juin 2013                  | Helsinki                   | Finlande                   | -                                                    | Rock the Beach Festival                                                        |
| 2 juillet 2013                | Hradec Králové             | République tchèque         | Aéroport                                             | Rock for People                                                                |
| 3 juillet 2013                | Sopron                     | Hongrie                    | Camping Lővér                                        | Festival VOLT                                                                  |
| 5 juillet 2013                | Arras                      | France                     | Citadelle                                            | Main Square Festival                                                           |
| 7 juillet 2013                | Werchter                   | Belgique                   | -                                                    | Rock Werchter                                                                  |
| 9 juillet 2013                | Paris                      | France                     | Grand Palais                                         | un DJ parisien                                                                 |
| 10 juillet 2013               | Colmar                     | France                     | Théâtre de plein air                                 | -                                                                              |
| 12 juillet 2013               | Aix-les-Bains              | France                     | Esplanade du lac du Bourget                          | Musilac                                                                        |
| 13 juillet 2013               | Lucques                    | Italie                     | Piazza Napoleone                                     | City Square Open Air Simonne Jones                                             |
| 14 juillet 2013               | Padoue                     | Italie                     | Amphithéâtre Camerini                                | Hydrogen Festival                                                              |
| 16 juillet 2013               | Nice                       | France                     | Théâtre de Verdure                                   | Festival Crazy Week avec Air Bag One                                           |
| 18 juillet 2013               | Six-Fours-les-Plages       | France                     | Île du Grand Gaou                                    | Les Voix du Gaou Superbus                                                      |
| 19 juillet 2013               | Bayonne                    | France                     | Arènes                                               | Silverama, Air Bag One                                                         |
| 20 juillet 2013               | Vila Nova de Gaia          | Portugal                   | -                                                    | Festival Marés Vivas                                                           |
| Étape 3 — Asie                |                            |                            |                                                      |                                                                                |
| 21 août 2013                  | Tokyo                      | Japon                      | Liquid Room                                          |                                                                                |
| Étape 4 — Amérique du Sud     |                            |                            |                                                      |                                                                                |
| 14 septembre 2013             | Rio de Janeiro             | Brésil                     | -                                                    | Rock in Rio                                                                    |
| Étape 5 — Europe              |                            |                            |                                                      |                                                                                |
| 18 septembre 2013             | Londres                    | Royaume-Uni                | The Roundhouse                                       | iTunes Festival                                                                |
| Étape 6 — Amérique du Nord    |                            |                            |                                                      |                                                                                |
| 20 septembre 2013             | San Diego                  | États-Unis                 | Sleep Train Amphitheatre                             | 91X Fest                                                                       |
| 21 septembre 2013             | Las Vegas                  | États-Unis                 | MGM Grand Garden Arena                               | iHeart Radio Music Festival                                                    |
| 27 septembre 2013             | Atlanta                    | États-Unis                 | The Tabernacle                                       | New Politics                                                                   |
| 28 septembre 2013             | Charlotte                  | États-Unis                 | PNC Music Pavilion                                   | 106.5 The End's Weenie Roast                                                   |
| 29 septembre 2013             | Camden                     | États-Unis                 | Susquehanna Bank Center                              | New Politics                                                                   |
| 1er octobre 2013              | Montréal                   | Canada                     | Métropolis                                           | New Politics                                                                   |
| 2 octobre 2013                | Montréal                   | Canada                     | Métropolis                                           | New Politics                                                                   |
| 3 octobre 2013                | Toronto                    | Canada                     | The Sound Academy                                    | New Politics                                                                   |
| 4 octobre 2013                | Columbus                   | États-Unis                 | LC Pavilion                                          | New Politics                                                                   |
| 5 octobre 2013                | Sterling Heights           | États-Unis                 | Freedom Hill Amphitheatre                            | Chill On The Hill Festival                                                     |
| 8 octobre 2013                | Denver                     | États-Unis                 | Fillmore Auditorium                                  | New Politics                                                                   |
| 9 octobre 2013                | Magna                      | États-Unis                 | The Great Salt Air                                   | New Politics                                                                   |
| 11 octobre 2013               | San José                   | États-Unis                 | Event Center Arena                                   | New Politics                                                                   |
| 12 octobre 2013               | Los Angeles                | États-Unis                 | Hollywood Bowl                                       | New Politics, Panic! at the Disco                                              |
| 14 octobre 2013               | Los Angeles                | États-Unis                 | -                                                    | Red Bull Sound Space + KROQ                                                    |
| Étape 7 — Europe              |                            |                            |                                                      |                                                                                |
| 29 octobre 2013               | Lisbonne                   | Portugal                   | Pavillon Atlantique                                  | You Me at Six                                                                  |
| 30 octobre 2013               | Madrid                     | Espagne                    | Palacio Vistalegre                                   | You Me at Six                                                                  |
| 31 octobre 2013               | Barcelone                  | Espagne                    | Palais Olympique de Badalone                         | You Me at Six                                                                  |
| 2 novembre 2013               | Milan                      | Italie                     | Mediolanum Forum                                     | You Me at Six                                                                  |
| 3 novembre 2013               | Cologne                    | Allemagne                  | Lanxess Arena                                        | You Me at Six                                                                  |
| 5 novembre 2013               | Zurich                     | Suisse                     | Hallenstadion                                        | You Me at Six                                                                  |
| 6 novembre 2013               | Munich                     | Allemagne                  | Olympiahalle                                         | You Me at Six                                                                  |
| 7 novembre 2013               | Francfort                  | Allemagne                  | Festhalle                                            | You Me at Six                                                                  |
| 8 novembre 2013               | Hambourg                   | Allemagne                  | O2 World                                             | You Me at Six                                                                  |
| 11 novembre 2013              | Anvers                     | Belgique                   | Lotto Arena                                          | You Me at Six                                                                  |
| 12 novembre 2013              | Amsterdam                  | Pays-Bas                   | Ziggo Dome                                           | You Me at Six                                                                  |
| 14 novembre 2013              | Cardiff                    | Royaume-Uni                | Motorpoint Arena                                     | You Me at Six                                                                  |
| 15 novembre 2013              | Birmingham                 | Royaume-Uni                | N.I.A.                                               | You Me at Six                                                                  |
| 18 novembre 2013              | Newcastle                  | Royaume-Uni                | Metro Radio Arena                                    | You Me at Six                                                                  |
| 19 novembre 2013              | Glasgow                    | Royaume-Uni                | Hydro Arena                                          | You Me at Six                                                                  |
| 21 novembre 2013              | Nottingham                 | Royaume-Uni                | Capital FM Arena                                     | You Me at Six                                                                  |
| 22 novembre 2013              | Plymouth                   | Royaume-Uni                | Plymouth Pavilions                                   | You Me at Six                                                                  |
| 23 novembre 2013              | Londres                    | Royaume-Uni                | O2 Arena                                             | You Me at Six                                                                  |
| 24 novembre 2013[c]           | Manchester                 | Royaume-Uni                | Manchester Arena                                     | You Me at Six                                                                  |
| 25 novembre 2013              | Dublin                     | Irlande                    | O2 Arena                                             | You Me at Six                                                                  |
| 26 novembre 2013              | Belfast                    | Royaume-Uni                | Odyssey Arena                                        | You Me at Six                                                                  |
| Étape 8 — Amérique du Nord    |                            |                            |                                                      |                                                                                |
| 29 novembre 2013              | Tucson                     | États-Unis                 | Rialto Theatre                                       | Nightmare and the Cat                                                          |
| 30 novembre 2013              | Las Vegas                  | États-Unis                 | The Joint                                            | KXTE 107.5 Holiday Havoc                                                       |
| 5 décembre 2013               | Grand Prairie              | États-Unis                 | Verizon Theatre                                      | How the Edge Stole Christmas                                                   |
| 7 décembre 2013               | St. Petersburg             | États-Unis                 | Vinoy Park                                           | 97X's Next Big Thing                                                           |
| 8 décembre 2013               | Jacksonville               | États-Unis                 | Metropolitan Park                                    | X102.9's The Big Ticket                                                        |
| 10 décembre 2013              | Nashville                  | États-Unis                 | War Memorial Auditorium                              | 102.9 The Buzz's Swanky Sweater Christmas Jam Beware of Darkness, Atlas Genius |
| 11 décembre 2013              | Rosemont                   | États-Unis                 | Allstate Arena                                       | The Night We Stole Christmas                                                   |
| 12 décembre 2013              | Saint-Louis                | États-Unis                 | The Pageant                                          | Twenty One Pilots                                                              |
| 14 décembre 2013              | Cincinnati                 | États-Unis                 | Bogart's                                             |                                                                                |
| 15 décembre 2013              | Indianapolis               | États-Unis                 | Old National Centre (Egyptian Room)                  | X103's Not So Silent Night                                                     |
| 18 décembre 2013              | Richmond                   | États-Unis                 | The National                                         | 102.1 X Miracle on Broad Street                                                |
| 19 décembre 2013              | Norfolk                    | États-Unis                 | The NorVA                                            |                                                                                |
| 21 décembre 2013              | Tulsa                      | États-Unis                 | DCF Concerts Brady Theater                           | Z-104.5 Edge Christmas Concert New Politics, Filter, Iamdynamite               |
| Étape 9 — Amérique latine     |                            |                            |                                                      |                                                                                |
| 21 janvier 2014               | Guadalajara                | Mexique                    | Auditorio Telmex                                     | Nostalghia                                                                     |
| 22 janvier 2014               | Monterrey                  | Mexique                    | Auditorio Banamex                                    | Nostalghia                                                                     |
| 24 janvier 2014               | Mexico                     | Mexique                    | Palais des sports                                    | Nostalghia                                                                     |
| Étape 10 — Europe             |                            |                            |                                                      |                                                                                |
| 14 février 2014               | Lyon                       | France                     | Halle Tony Garnier                                   | Twin Atlantic                                                                  |
| 15 février 2014               | Lille                      | France                     | Zénith                                               | Twin Atlantic                                                                  |
| 17 février 2014               | Paris                      | France                     | Zénith                                               | Twin Atlantic                                                                  |
| 18 février 2014               | Paris                      | France                     | Zénith                                               | Twin Atlantic                                                                  |
| 19 février 2014               | Stuttgart                  | Allemagne                  | Schleyerhalle                                        | Twin Atlantic                                                                  |
| 21 février 2014               | Copenhague                 | Danemark                   | Falkoner                                             | Twin Atlantic                                                                  |
| 22 février 2014               | Stockholm                  | Suède                      | Arenan                                               | Twin Atlantic                                                                  |
| 23 février 2014               | Oslo                       | Norvège                    | Oslo Spektrum                                        | Twin Atlantic                                                                  |
| 25 février 2014               | Berlin                     | Allemagne                  | O2 World                                             | Twin Atlantic                                                                  |
| 26 février 2014               | Hanovre                    | Allemagne                  | TUI Arena                                            | Twin Atlantic                                                                  |
| 8 mars 2014                   | Helsinki                   | Finlande                   | Hartwall Arena                                       | The Hearing                                                                    |
| 10 mars 2014                  | Minsk                      | Biélorussie                | Minsk Arena                                          |                                                                                |
| 12 mars 2014                  | Kiev                       | Ukraine                    | Stereo plaza                                         |                                                                                |
| 14 mars 2014                  | Krasnodar                  | Russie                     | Olympus Arena                                        |                                                                                |
| 15 mars 2014                  | Rostov-sur-le-Don          | Russie                     | Rostov Sports Palace                                 |                                                                                |
| 16 mars 2014                  | Moscou                     | Russie                     | Olimpiisky Indoor Arena                              |                                                                                |
| 18 mars 2014                  | Saint-Pétersbourg          | Russie                     | SKK Arena                                            |                                                                                |
| Étape 11 — Australie[e]       |                            |                            |                                                      |                                                                                |
| 25 mars 2014                  | Perth                      | Australie                  | Challenge Stadium                                    | White Lies                                                                     |
| 28 mars 2014                  | Melbourne                  | Australie                  | Hisense Arena[h]                                     | White Lies                                                                     |
| 29 mars 2014                  | Sydney                     | Australie                  | Sydney Entertainment Centre                          | White Lies                                                                     |
| 30 mars 2014                  | Brisbane                   | Australie                  | Riverstage                                           | White Lies                                                                     |
| Étape 12 — Asie               |                            |                            |                                                      |                                                                                |
| 2 avril 2014                  | Osaka                      | Japon                      | Big Cat                                              |                                                                                |
| 3 avril 2014                  | Tokyo                      | Japon                      | Shibuya-Ax                                           |                                                                                |
| 5 avril 2014                  | Bangkok                    | Thaïlande                  | Bitec Hall 1106                                      |                                                                                |
| Étape 13 — Europe             |                            |                            |                                                      |                                                                                |
| 19 juin 2014                  | Turin                      | Italie                     | Torino Palasport Olimpico                            |                                                                                |
| 20 juin 2014                  | Rome                       | Italie                     | Hippodrome de Capannelle                             | Rock in Roma                                                                   |
| 22 juin 2014                  | Rybnik                     | Pologne                    | Rybnik Stadium                                       | Dawid Podsiadło                                                                |
| 25 juin 2014                  | Mönchengladbach            | Allemagne                  | Warsteiner HockeyPark                                |                                                                                |
| 27 juin 2014                  | Roeser                     | Luxembourg                 | Herchesfeld                                          | Rock A Field                                                                   |
| 28 juin 2014                  | Piešťany                   | Slovaquie                  | Aéroport                                             | TopFest                                                                        |
| 30 juin 2014                  | Prague                     | République tchèque         | Tipsport Arena                                       | Lake Malawi                                                                    |
| 1er juillet 2014              | Vienne                     | Autriche                   | Rinderhalle St Marx                                  |                                                                                |
| 2 juillet 2014                | Linz                       | Autriche                   | Linz Castle                                          |                                                                                |
| 3 juillet 2014                | Sopron                     | Hongrie                    | Camping Lővér                                        | Festival VOLT                                                                  |
| 5 juillet 2014                | Bucarest                   | Roumanie                   | Romexpo                                              | Bad Things                                                                     |
| 6 juillet 2014                | Sofia                      | Bulgarie                   | Akademik Stadium                                     | Sofia Rocks Festival                                                           |
| 9 juillet 2014                | Iaroslavl                  | Russie                     | Arena 2000                                           | Bad Things                                                                     |
| 11 juillet 2014               | Kazan                      | Russie                     | TatNeft Arena                                        | Bad Things                                                                     |
| 13 juillet 2014               | Iekaterinbourg             | Russie                     | KRK Ouralets                                         | Bad Things                                                                     |
| 15 juillet 2014[d]            | Tallinn                    | Estonie                    | Saku Suurhall                                        | Bad Things                                                                     |
| 17 juillet 2014               | Vienne                     | France                     | Théâtre antique                                      | Bad Things                                                                     |
| 18 juillet 2014               | Cannes                     | France                     | Esplanade du Palais des festivals                    | Marina Kaye                                                                    |
| 20 juillet 2014               | Carhaix-Plouguer           | France                     | Prairie de Kerampuilh                                | Vieilles Charrues                                                              |
| 22 juillet 2014               | Nyon                       | Suisse                     | -                                                    | Paléo Festival                                                                 |
| 24 juillet 2014[a]            | Saint-Tropez               | France                     | Citadelle                                            | -                                                                              |
| 25 juillet 2014               | Patrimonio                 | France                     | -                                                    | Les Nuits de la Guitare                                                        |
| Étape 14 — Amérique du Nord   |                            |                            |                                                      |                                                                                |
| 8 août 2014                   | -                          | États-Unis et Canada       | Carnivores Tour avec Linkin Park                     | AFI                                                                            |
| ...                           | -                          | États-Unis et Canada       | Carnivores Tour avec Linkin Park                     | AFI                                                                            |
| 19 septembre 2014             | -                          | États-Unis et Canada       | Carnivores Tour avec Linkin Park                     | AFI                                                                            |
| 20 septembre 2014             | Las vegas                  | États-Unis                 | The Cosmopolitan                                     | DJ Crykit                                                                      |
| Étape 15 — Amérique latine[f] |                            |                            |                                                      |                                                                                |
| 3 octobre 2014                | San Juan                   | Porto Rico                 | Coliseo José Miguel Agrelot                          |                                                                                |
| 5 octobre 2014                | San José                   | Costa Rica                 | Palacio de los Deportes                              |                                                                                |
| 7 octobre 2014                | Quito                      | Équateur                   | Agora de la Casa de Cultura                          |                                                                                |
| 9 octobre 2014                | Lima                       | Pérou                      | Parque de la Exposicion                              | Theremyn_4                                                                     |
| 11 octobre 2014               | Buenos Aires               | Argentine                  | Luna Park                                            |                                                                                |
| 12 octobre 2014               | Buenos Aires               | Argentine                  | La Rural                                             |                                                                                |
| 14 octobre 2014               | Santiago                   | Chili                      | Movistar Arena                                       |                                                                                |
| 16 octobre 2014               | São Paulo                  | Brésil                     | Espaço das Ameridas                                  |                                                                                |
| 18 octobre 2014               | Rio de Janeiro             | Brésil                     | Fundiçao Progresso                                   |                                                                                |
| 19 octobre 2014               | Rio de Janeiro             | Brésil                     | Fundiçao Progresso                                   |                                                                                |
| 21 octobre 2014               | Brasilia                   | Brésil                     | Opera Hall                                           |                                                                                |
| 24 octobre 2014               | Asuncion                   | Paraguay                   | Yacht Club del Paraguay                              | DJ Kwak                                                                        |
| 26 octobre 2014               | Panama                     | Panama                     | Place Figali                                         | Pixbae Rockfest                                                                |
| Étape 16 — Amérique du Nord   |                            |                            |                                                      |                                                                                |
| 30 octobre 2014               | Los Angeles                | États-Unis                 | Henry Fonda Theatre                                  | KROQ Halloween Costume Ball                                                    |
| 1er novembre 2014             | La Nouvelle-Orléans        | États-Unis                 | City Park                                            | Voodoo Music and Arts Experience (en)                                          |
| Étape 17 — Afrique[g]         |                            |                            |                                                      |                                                                                |
| 21 novembre 2014              | Johannesburg               | Afrique du Sud             | Coca-Cola Dome                                       | Beatenberg                                                                     |
| 23 novembre 2014              | Le Cap                     | Afrique du Sud             | GrandWest Arena                                      | Beatenberg                                                                     |

### Informations complémentaires
- Shannon a été absent lors de la tournée européenne pendant l'été 2014 (hormis pour les quatre dernières dates), ainsi que pour les deux concerts en Afrique du Sud. Une bande son a été utilisée pour le remplacer.
- Un concert était prévu à Istanbul le 30 juin 2013, mais il a été annulé[28].